# Matías Delgado
Matías Emilio Delgado (* 15. Dezember 1982 in Rosario) ist ein ehemaliger italienisch-argentinischer Fußballspieler. Er wurde sechs Mal mit dem FC Basel Schweizer Meister und einmal mit Beşiktaş Istanbul türkischer Meister. Als Spieler des FC Basel wurde er 2005/06 Torschützenkönig im UEFA Cup.

## Karriere

### Basel
Delgado war in den Jahren 2003 bis 2006 Mittelfeldspieler beim FC Basel. Dort entwickelte er sich mit der Rückennummer 20 zum Schlüsselspieler. Er wurde mit dem FC Basel in den Jahren 2004 und 2005 Schweizer Fussballmeister. Im Jahr 2003 gewann er mit dem FC Basel den Schweizer Cup. Zudem wurde Delgado im Jahr 2006 zum Fussballer des Jahres der Schweizer Super League gekürt.

### Beşiktaş Istanbul & al-Jazira Club
Ende Juni 2006 unterschrieb Delgado einen Vertrag beim türkischen Verein Beşiktaş Istanbul, wo er zum Anfang der Saison 2008/09 zum Mannschaftskapitän ernannt wurde. Kurz darauf verlängerte er seinen Vertrag bis 2011. Während seines Engagements in der Türkei trug er die Rückennummer 10. Bei Beşiktaş Istanbul wurde er in der Saison 2007/08 sechsmal in der UEFA Champions League eingesetzt.
Im August 2010 wechselte er zum al-Jazira Club nach Abu Dhabi.

### Basel
Im Juli 2013 kehrte er zum Serienmeister FC Basel zurück und unterschrieb dort einen Vierjahresvertrag. Die Spielzeit 2013/14 war für Delgado und der FC Basel sehr erfolgreich. Das Team beendete die Fussballmeisterschaft 2013/14 als Meister und stand im Final des Schweizer Cups, welcher nach Verlängerung verloren ging. Basels Champions League Saison endete nach der Gruppenphase, in der Europa League avancierte sie bis in den Viertelfinals. Delgado hatte unter Trainer Murat Yakin insgesamt 44 Einsätze, davon 25 in der Super League. Er schoss insgesamt 6 Tore.
In der folgenden Spielzeit 2014/15 beendete Delgado mit seiner Mannschaft die Fussballmeisterschaft 2014/15 zum 18. Mal als Meister (zum 6. Mal in Folge) mit 12 Punkten Vorsprung auf den 2. Platzierten BSC Young Boys und 25 Punkten Vorsprung auf den 3. Platzierten FC Zürich. Delgado wurde zum 4. Mal Schweizer Meister, zum 2. Mal in Folge. Basel stand wiederholt im Final des Schweizer Cups, welcher gegen FC Sion 0:3 verloren ging. In der 2014/15 Champions League Saison avancierte Basel bis in den Achtelfinal.
Während der Spielzeit 2014/15 bestritt der FC Basel insgesamt 65 Partien. Unter dem neuen Trainer Paulo Sousa hatte Delgado insgesamt 46 Einsätze, davon 26 in der Super League. Er schoss dabei 16 Tore.
Zur Saison 2015/16 erhielt Delgado als Nachfolger von Marco Streller die Mannschaftskapitänsbinde. In einem Interview gab Delgado bekannt, dass er seine Karriere im Trikot des FC Basel beenden wolle. Unter Trainer Urs Fischer gewann Delgado am Ende der Spielzeit 2015/16 den Schweizer Meister Titel mit der FCB.
Am 10. Dezember 2016, vor dem Anpfiff des Spiels gegen den FC St. Gallen, wurde Delgado für sein 250. Pflichtwettspiel im Dress des FC Basel geehrt. In der Spielzeit 2016/17 gewann Delgado mit dem FC Basel erneut den Meistertitel. Für den Club war es der 8. Titel in Serie und insgesamt den 20. Titel in der Vereinsgeschichte. Sie gewannen auch den Pokalwettbewerb am 25. Mai 2017 mit 3:0 gegen Sion und somit das Double. Am 30. Juli 2017 gab Delgado in Basel seinen Rücktritt als Fussballer bekannt. Am 18. August 2017 wurde Delgado in den Trainerstab der 1. Mannschaft und zum Botschafter des FC Basel ernannt.

## Privates
Delgado zog mit zwei Jahren mit seiner Familie in die Hauptstadt Argentiniens Buenos Aires. Der Grund war, dass sein Vater Eduardo Emilio Delgado als Fußballprofi zu einem dort ansässigen Verein wechselte. Sein Vater spielte fünfzehn Jahre in der obersten argentinischen Division für Vereine wie Central Rosario, San Lorenzo und Vélez Sársfield.
Delgado hat drei Geschwister: Schwester Soledad (* 1980), eine ausgebildete Sportlehrerin, sowie zwei jüngere Brüder namens Ramiro (* 1990) und Martín (* 1998). Matías Delgado ist mit der Tennislehrerin und studierten Sportlehrerin Maria Laura Rossi verheiratet, einer Schwester des Fußballspielers Julio Hernán Rossi, der früher ebenfalls für den FC Basel spielte. Gemeinsam haben sie drei Kinder.

## Erfolge und Auszeichnungen
FC Basel
- Schweizer Meister: 2003/04, 2004/05, 2013/14, 2014/15, 2015/16, 2016/17
- Schweizer Cupsieger: 2002/03, 2016/17
- Axpo Spieler des Jahres: 2005/06
- Torschützenkönig des UEFA-Pokal: 2005/06 (7 Treffer)

Besiktas Istanbul
- Türkischer Meister: 2009
- Türkischer Pokalsieger: 2007, 2009